# Sansar Dhara
Sansar Dhara és una cova i plaça de pelegrinatge al districte de Dehra Dun a Uttarakhand. Una cascada deixa anar l'aigua prop de la gruta, que queda just al darrere. Els hindús la consideren consagrada a Mahadeva i la visiten en gran nombre.